# Jardin des canutes
Le Jardin des canutes (estonien : Kanuti aed)  est un parc de l'arrondissement de Kesklinn à Tallinn en Estonie,,. 

## Histoire
Jusqu'au XIXe, l'emplacement est  siècle une douve remplie d'eau. 
En 1866, la ville de Tallinn loue le terrain à la guilde des Canutes qui y crée un jardin d'été public, et depuis lors, l'espace vert a été appelé le jardin des canutes. 
Vers la fin du XIXe siècle, de nombreux cirques ambulants y séjournent. 
Entre les deux guerres mondiales, il y accueille un parc d'attractions avec un téléphérique , un carrousel et une grande roue et un loueur de bicyclettes. 
En bordure du parc, on construit aussi le cinéma Grand Marina (et) qui est alors le plus grand cinéma de tout l'Empire russe.
En 1944, durant la seconde Guerre mondiale, le bâtiment du cinéma Grand Marina est détruit et on construit à sa place la maison des officiers de la marine de Tallinn, qui est achevée en 1953. 
Le parc est rénové en style néoclassique.
Après la restauration de l'indépendance de l'Estonie, la maison des officiers est transformée en centre culturel russe (et) et le parc est a nouveau transformé. 
En 2002, un mémorial à Fiodor Dostoïevski sculpté par Valeri Yevdokimov est édifié dans le parc.
En 2008, on y installe une fontaine ornée de la sculpture les garçons au parapluie de Mare Mikof.

## Galerie

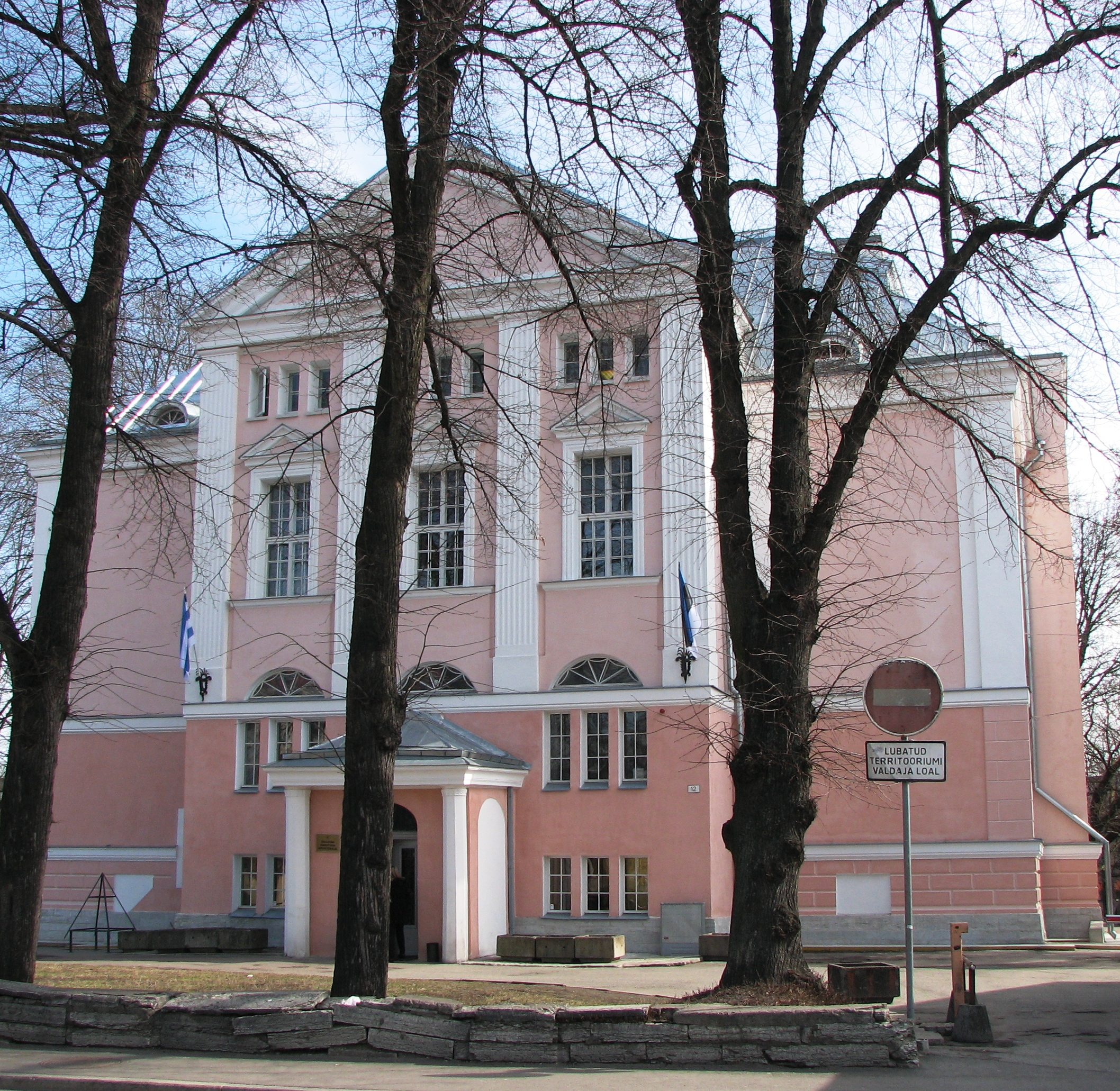
Maison des jeunes
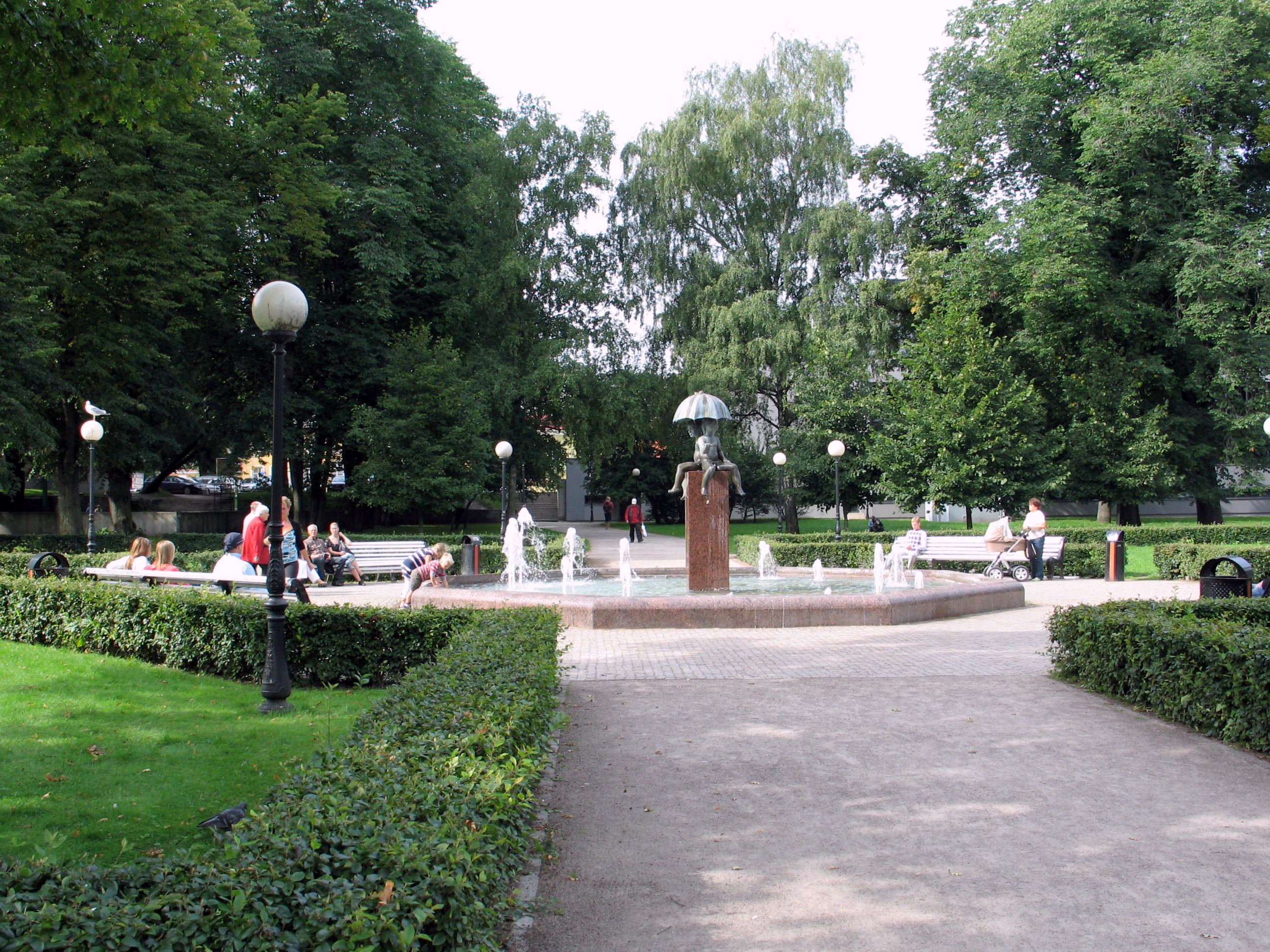
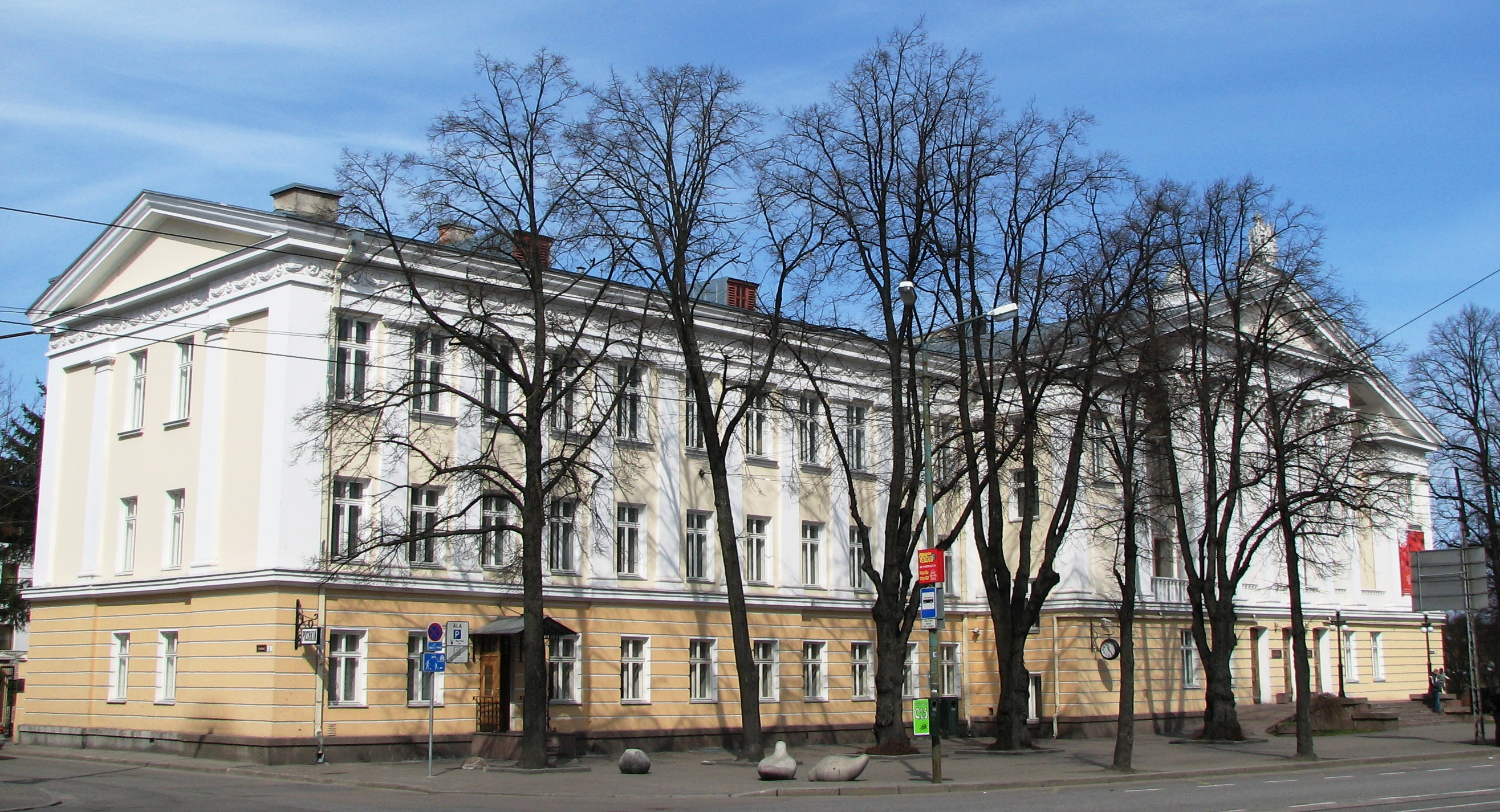
Le centre culturel russe.
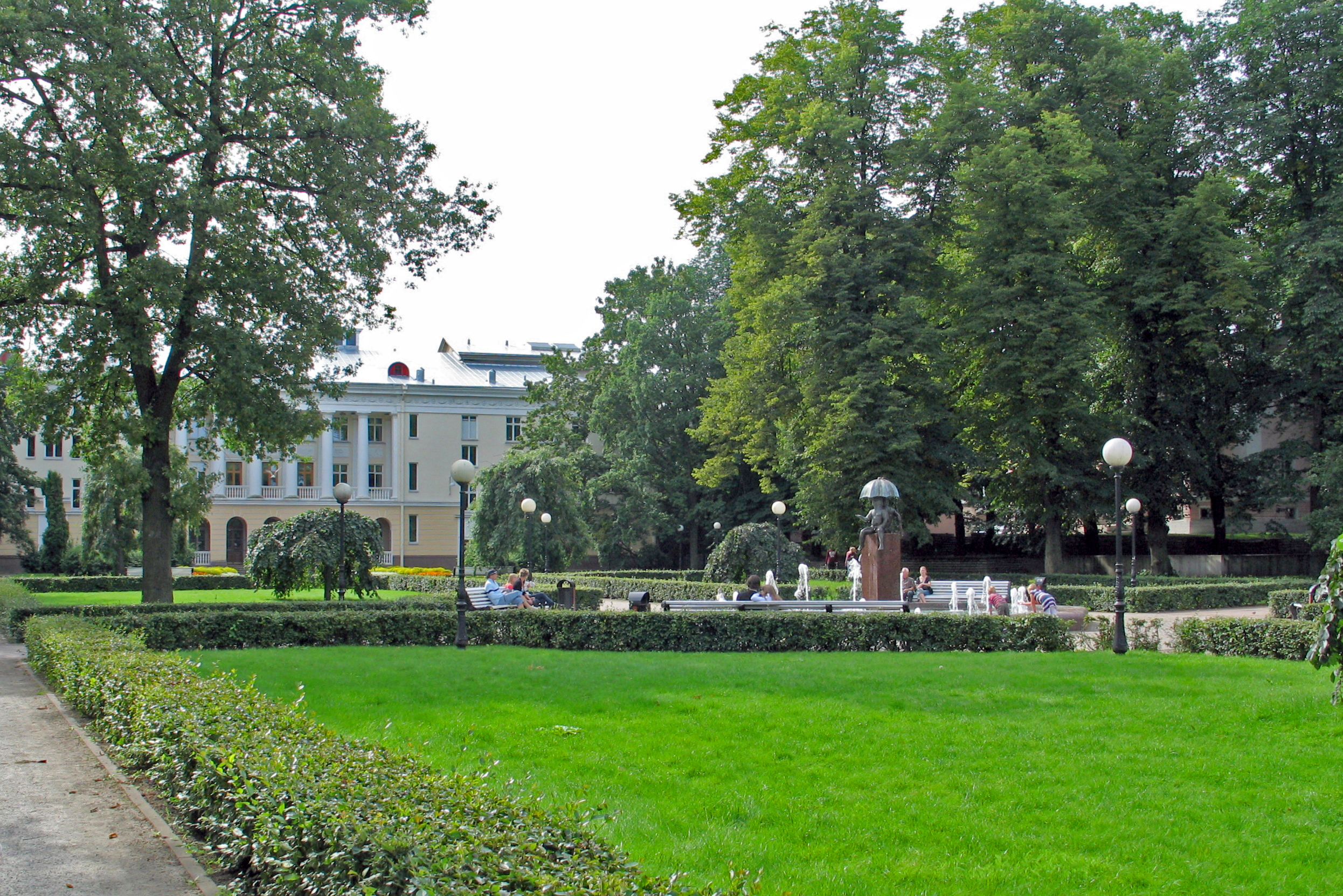